# Comitato di Analisi Strategica Antiterrorismo
Il Comitato di Analisi Strategica Antiterrorismo (conosciuto anche come C.A.S.A) è un organo istituzionale del Ministero dell'Interno italiano che ha il compito di favorire la condivisione, la circolazione, la valutazione e la quantificazione delle informazioni relative a minacce terroristiche interne ed esterne tra le varie forze di polizia italiane (ad esempio aggiorna le liste dei foreign fighters italiani e definisce i criteri di espulsione per i soggetti ritenuti a rischio). Pianifica e attiva, laddove necessario, misure di prevenzione e contrasto e suggerisce al Governo il livello di allerta antiterrorismo da fissare. Il Presidente del CASA è il Direttore centrale della Direzione centrale della polizia di prevenzione.

## Storia
Il Comitato nasce in seno al Ministero dell'Interno in via sperimentale nel dicembre 2003 a seguito dei tragici fatti legati agli Attentati di Nāṣiriya e viene ufficializzato nel 2004, grazie alla promulgazione del Decreto Ministeriale del 6 maggio. Con tale intervento normativo, il Comitato va a supportare l'Unità di Crisi del Ministero dell'Interno, la cabina di regia creata per la gestione delle emergenze terroristiche sul territorio nazionale.

## Composizione ed attività
Presieduto dal Direttore Centrale della Polizia di Prevenzione della Polizia di Stato (presidente), riunisce un ufficiale superiore dell'Arma dei Carabinieri, un funzionario del Dipartimento delle informazioni per la sicurezza, un funzionario AISI, un funzionario AISE, un ufficiale della Guardia di Finanza ed un dirigente della Polizia Penitenziaria. Si riunisce con cadenza settimanale, ogni giovedì.
Collabora anche con gli omologhi enti dei paesi esteri alleati.